# Ḩeydarābād (ort i Lorestan, lat 33,91, long 48,22)
Ḩeydarābād (persiska: حیدر آباد چناره, Ḩeydarābād-e Chenāreh, حیدر آباد) är en ort i Iran.   Den ligger i provinsen Lorestan, i den västra delen av landet, 400 km sydväst om huvudstaden Teheran. Ḩeydarābād ligger 1 619 meter över havet och antalet invånare är 130.
Terrängen runt Ḩeydarābād är varierad.Runt Ḩeydarābād är det ganska tätbefolkat, med 72 invånare per kvadratkilometer. Närmaste större samhälle är Aleshtar, 6,0 km sydost om Ḩeydarābād. Trakten runt Ḩeydarābād består till största delen av jordbruksmark.